# Willy de Spens
Willy de Spens d'Estignols, né le 17 février 1911 à Bordeaux et mort le 25 mars 1989 à Aurice, est un écrivain et journaliste français. Il est un des fondateurs du mouvement des Hussards.

## Biographie
Willy de Spens naît le 17 février 1911 à Bordeaux. Il est issu d’une famille écossaise installée au XVe siècle siècle à Aurice, près de Saint-Sever. Elle y est propriétaire du château d'Estignols.
Il commence sa carrière littéraire avant la Seconde Guerre mondiale en tant que journaliste, collaborant à plusieurs revues, dont Combat et La Nouvelle Revue française. Il publie son premier roman en 1943 ; il en publie une vingtaine par la suite, chez Robert Laffont, Plon et La Table ronde. Il est l'un des fondateurs du mouvement littéraire des Hussards, avec ses amis Marcel Aymé, Jacques Chardonne, Antoine Blondin et Roger Nimier.
Ses principaux ouvrages sont ses mémoires (Printemps gris, Derniers étés, Le Hussard malgré lui, La Loi des vainqueurs), publiées à la fin de sa vie, Grain de beauté, qui obtient le prix des Deux Magots en 1957 et La nuit des longs museaux qui obtient le prix Louis-Barthou en 1979. Il meurt le 25 mars 1989 au château d’Estignols à Aurice.

## Œuvres
- Mademoiselle de Sérifontaine en 1943
- Quiberon en 1948
- La Vierge noire en 1952
- Steve en 1953
- Les Bois de Dompierre en 1953
- Le Roi de Bergame en 1955
- Les Rochers de Kilmarnoch en 1956
- Grain de Beauté en 1956, Prix des Deux Magots 1957
- Les Hasards du voyage  en 1957
- Fontaine Française en 1958
- Pierre Coignard, le forçat-colonel en 1959
- La Route de Varennes en 1962
- Un séjour sur la terre en 1968
- Printemps Gris en 1974
- Derniers étés en 1975
- Le hussard malgré lui en 1976
- La nuit des longs museaux en 1979, Prix Louis Barthou de l’Académie française
- Red Boy en 1982
- La Palette tragique en 1984
- La Loi des vainqueurs en 1986
- Cyrano de Bergerac en 1989